# Reprezentacja Włoch w piłce siatkowej mężczyzn
Reprezentacja Włoch w piłce siatkowej mężczyzn (wł. Nazionale di pallavolo maschile dell'Italia) – narodowy zespół siatkarzy Włoch. Za funkcjonowanie reprezentacji odpowiedzialna jest Włoska Federacja Piłki Siatkowej.

## Szeroki skład reprezentacji Włoch na Ligę Narodów 2025

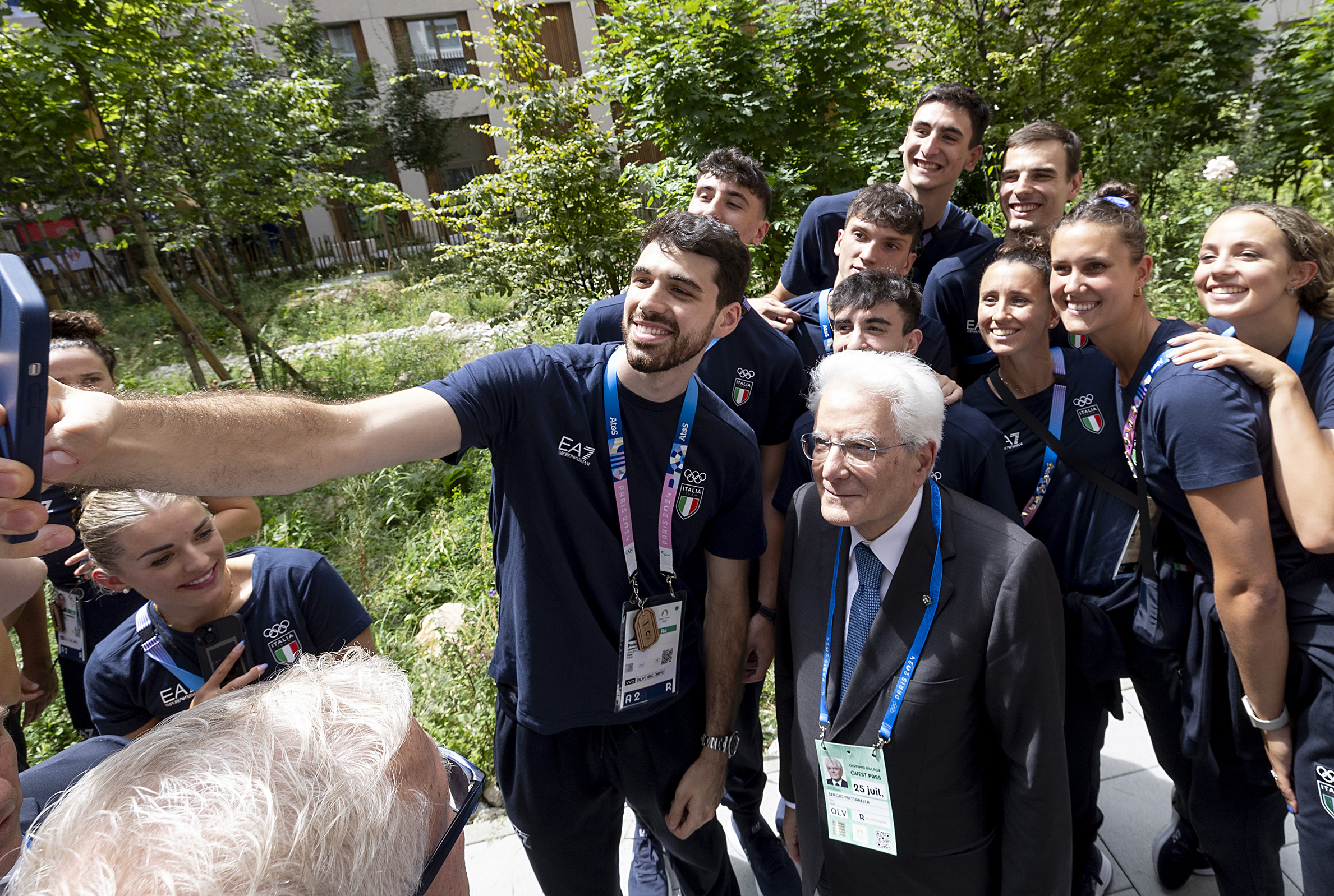
Reprezentanci Włoch z prezydentem Włoch Sergio Mattarellą w wiosce olimpijskiej w Paryżu

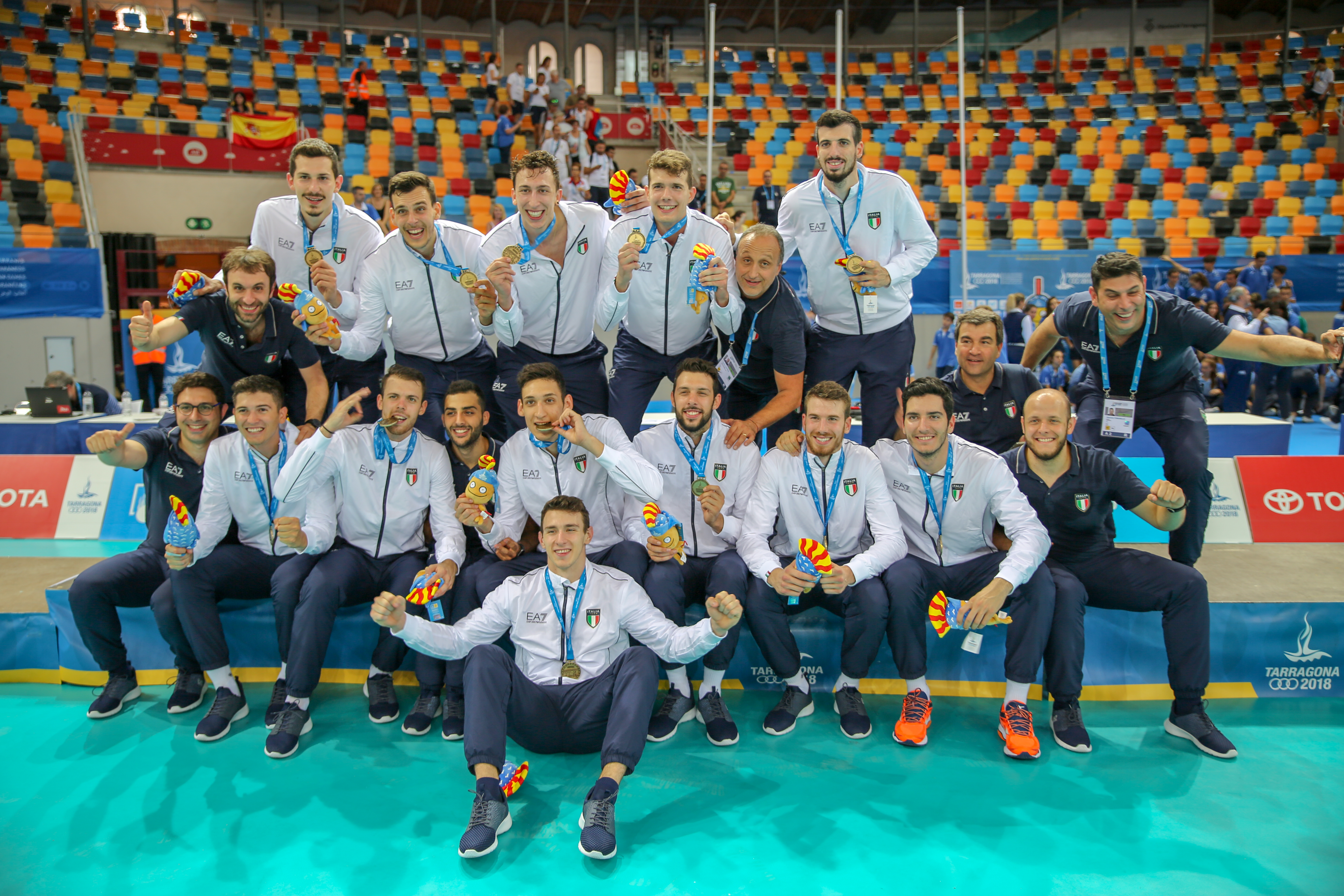
Reprezentacja Włoch złotymi medalistami Igrzysk Śródziemnomorskich 2018

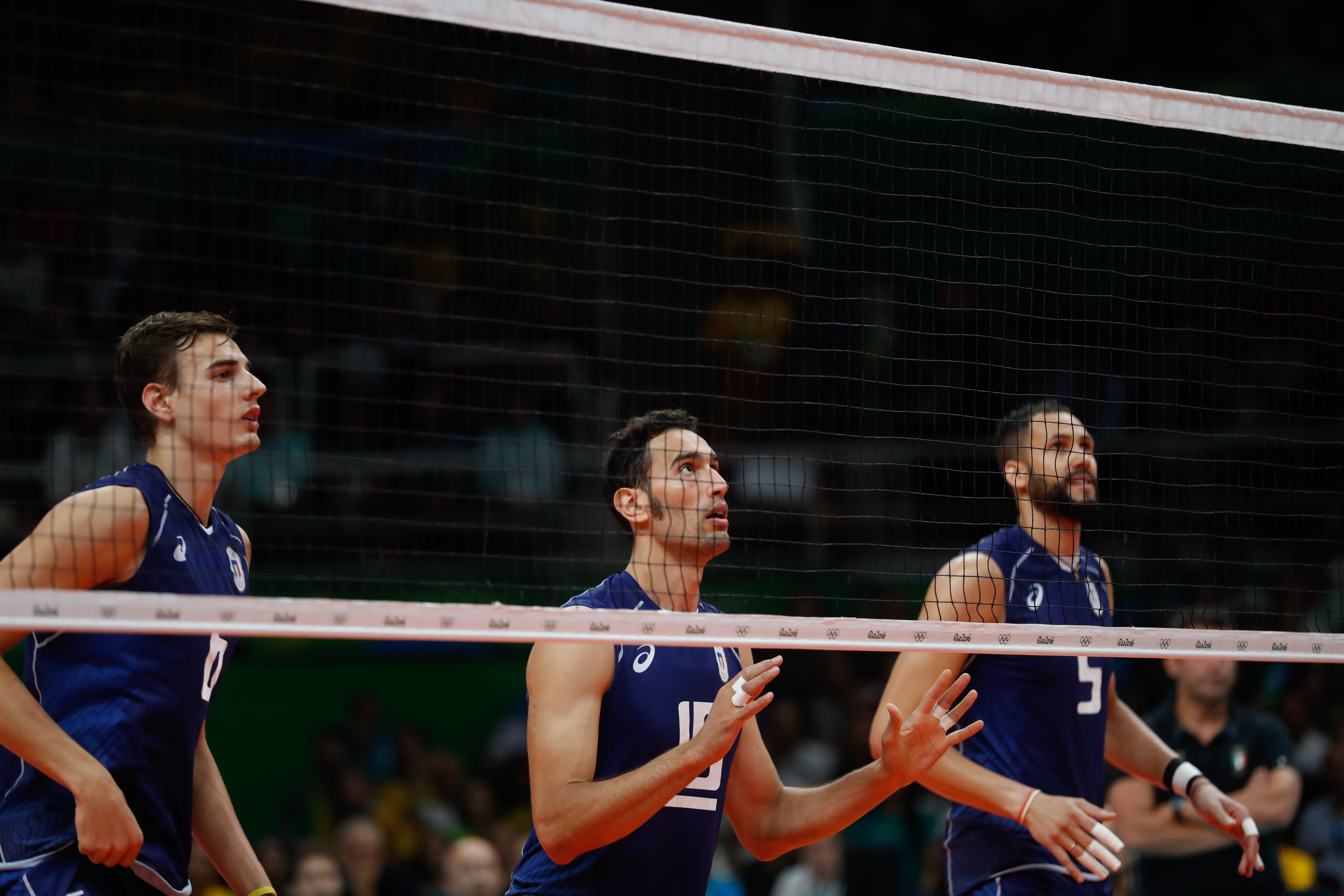
Reprezentanci Włoch na Igrzyskach Olimpijskich 2016, od lewej: Simone Giannelli, Emanuele Birarelli, Osmany Juantorena

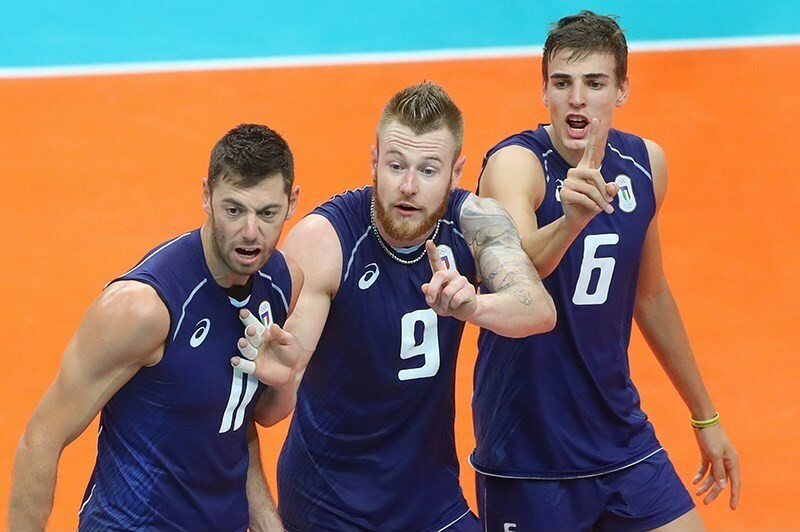
Reprezentanci Włoch na Igrzyskach Olimpijskich 2016, od lewej: Simone Buti nr 11, Ivan Zaytsev nr 9, Simone Giannelli nr 6

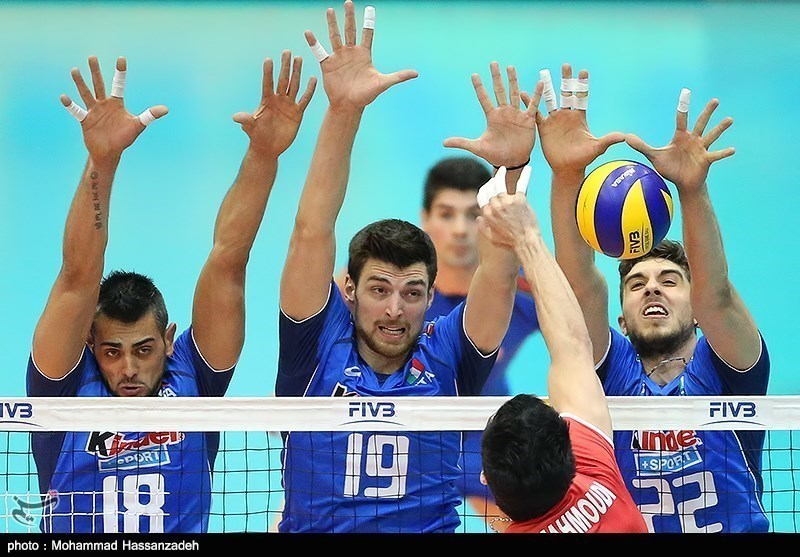
Reprezentanci Włoch w Lidze Światowej 2014, od lewej: Giulio Sabbi nr 18, Simone Anzani nr 19, Luigi Randazzo nr 22

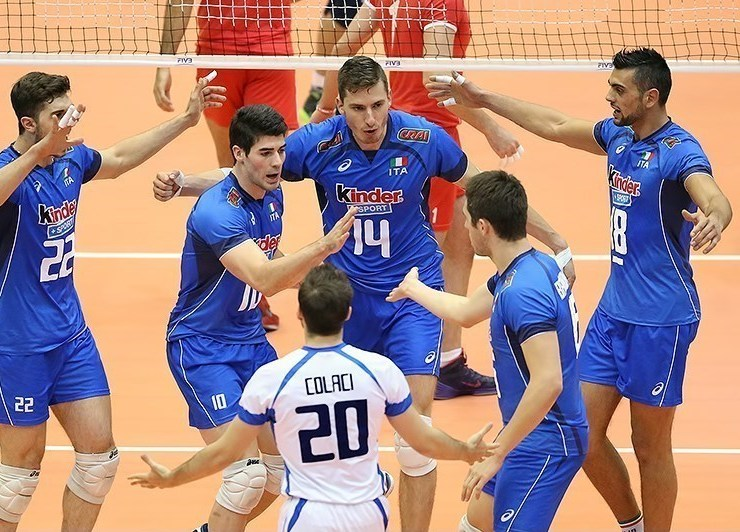
Reprezentanci Włoch w Lidze Światowej 2014

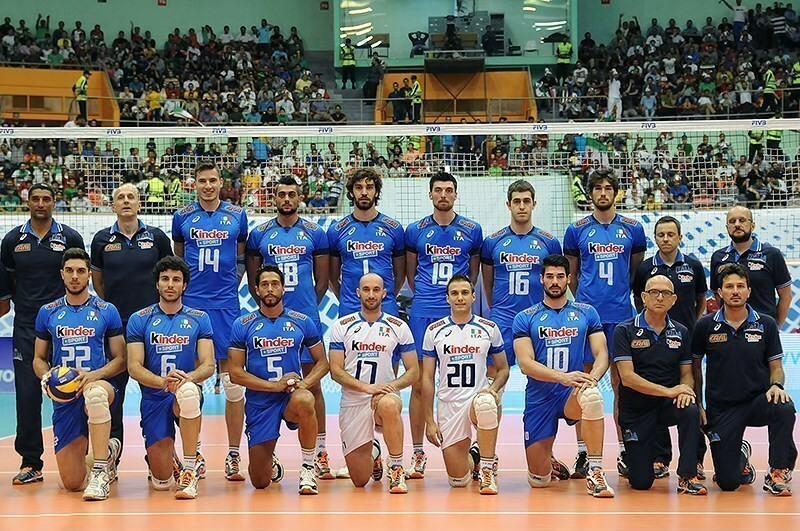
Reprezentanci Włoch przed meczem Włochy-Iran w Lidze Światowej 2014

## Szeroki skład reprezentacji Włoch naLigę Narodów 2025[1]
| 15 | Daniele Lavia           | 04.11.1999 | 200 cm | przyjmujący  |
| 16 | Yuri Romanò             | 26.07.1997 | 203 cm | atakujący    |
| 17 | Simone Anzani           | 24.02.1992 | 204 cm | środkowy     |
| 18 | Giovanni Sanguinetti    | 14.04.2000 | 203 cm | środkowy     |
| 19 | Roberto Russo           | 23.02.1997 | 205 cm | środkowy     |
| 20 | Federico Crosato        | 22.05.2002 | 200 cm | środkowy     |
| 21 | Davide Gardini          | 11.02.1999 | 203 cm | przyjmujący  |
| 22 | Marco Gaggini           | 07.04.2002 | 184 cm | libero       |
| 23 | Alessandro Bovolenta    | 27.05.2004 | 202 cm | atakujący    |
| 24 | Tim Held                | 17.04.1998 | 194 cm | przyjmujący  |
| 25 | Giovanni Maria Gargiulo | 01.01.1999 | 209 cm | środkowy     |
| 26 | Mattia Boninfante       | 24.06.2004 | 190 cm | rozgrywający |
| 27 | Edoardo Caneschi        | 26.01.1997 | 205 cm | środkowy     |
| 28 | Domenico Pace           | 02.08.2000 | 180 cm | libero       |
| 30 | Francesco Comparoni     | 22.06.2001 | 205 cm | środkowy     |
| 31 | Luca Porro              | 09.05.2004 | 193 cm | przyjmujący  |

| Nr | Imię i nazwisko        | Data urodzenia | Wzrost | Pozycja      |
| -- | ---------------------- | -------------- | ------ | ------------ |
| 1  | Giulio Pinali          | 02.04.1997     | 198 cm | atakujący    |
| 2  | Paolo Porro            | 27.10.2001     | 183 cm | rozgrywający |
| 3  | Francesco Recine       | 07.02.1999     | 185 cm | przyjmujący  |
| 4  | Gabriele Laurenzano    | 12.03.2003     | 177 cm | libero       |
| 5  | Alessandro Michieletto | 05.12.2001     | 211 cm | przyjmujący  |
| 6  | Simone Giannelli       | 09.08.1996     | 199 cm | rozgrywający |
| 7  | Fabio Balaso           | 20.10.1995     | 178 cm | libero       |
| 8  | Riccardo Sbertoli      | 23.05.1998     | 188 cm | rozgrywający |
| 9  | Francesco Sani         | 16.07.2002     | 203 cm | przyjmujący  |
| 10 | Fabrizio Gironi        | 18.03.2000     | 200 cm | atakujący    |
| 11 | Kamil Rychlicki        | 01.11.1996     | 204 cm | atakujący    |
| 12 | Mattia Bottolo         | 03.01.2000     | 196 cm | przyjmujący  |
| 13 | Lorenzo Cortesia       | 26.07.1999     | 202 cm | środkowy     |
| 14 | Gianluca Galassi       | 24.07.1997     | 201 cm | środkowy     |

## Trenerzy reprezentacji Włoch
| Lata      | Szkoleniowiec          |
| --------- | ---------------------- |
| 1947      | Pietro Bernardi        |
| 1947-1949 | Angelo Costa           |
| 1949-1953 | Renzo Del Chicca       |
| 1953-1966 | Ivan Trinajstić        |
| 1966-1969 | Josef Kozák            |
| 1969-1974 | Odone Federzoni        |
| 1974-1976 | Franco Anderlini       |
| 1976-1978 | Adriano Pavlica        |
| 1978      | Edward Skorek          |
| 1978-1988 | Carmelo Pittera        |
| 1988      | Michelangelo Lo Bianco |
| 1988-1996 | Julio Velasco          |
| 1996-1998 | Bebeto de Freitas      |
| 1998-2002 | Andrea Anastasi        |
| 2002-2007 | Gian Paolo Montali     |
| 2007-2010 | Andrea Anastasi        |
| 2010-2015 | Mauro Berruto          |
| 2015-2021 | Gianlorenzo Blengini   |
| 2021-     | Ferdinando De Giorgi   |

## Udział w międzynarodowych turniejach

### Igrzyska olimpijskie
| Udział w igrzyskach olimpijskich | Udział w igrzyskach olimpijskich | Udział w igrzyskach olimpijskich | Udział w igrzyskach olimpijskich | Udział w igrzyskach olimpijskich | Udział w igrzyskach olimpijskich | Udział w igrzyskach olimpijskich | Udział w igrzyskach olimpijskich |
| Rok                              | Runda                            | Miejsce                          | M                                | W                                | P                                | S+                               | S-                               |
| -------------------------------- | -------------------------------- | -------------------------------- | -------------------------------- | -------------------------------- | -------------------------------- | -------------------------------- | -------------------------------- |
| 1964                             | Nie zakwalifikowała się          | Nie zakwalifikowała się          | Nie zakwalifikowała się          | Nie zakwalifikowała się          | Nie zakwalifikowała się          | Nie zakwalifikowała się          | Nie zakwalifikowała się          |
| 1968                             | Nie zakwalifikowała się          | Nie zakwalifikowała się          | Nie zakwalifikowała się          | Nie zakwalifikowała się          | Nie zakwalifikowała się          | Nie zakwalifikowała się          | Nie zakwalifikowała się          |
| 1972                             | Nie zakwalifikowała się          | Nie zakwalifikowała się          | Nie zakwalifikowała się          | Nie zakwalifikowała się          | Nie zakwalifikowała się          | Nie zakwalifikowała się          | Nie zakwalifikowała się          |
| 1976                             | Faza grupowa                     | 8/9                              | 5                                | 0                                | 5                                | 2                                | 15                               |
| 1980                             | Faza grupowa                     | 9/10                             | 5                                | 2                                | 3                                | 7                                | 11                               |
| 1984                             | Mecz o 3 miejsce                 | 3/10                             | 6                                | 7                                | 6                                | 15                               | 7                                |
| 1988                             | Faza grupowa                     | 9/12                             | 7                                | 4                                | 3                                | 13                               | 13                               |
| 1992                             | Ćwierćfinał                      | 5/12                             | 8                                | 6                                | 2                                | 21                               | 8                                |
| 1996                             | Finał                            | 2/12                             | 8                                | 7                                | 1                                | 23                               | 5                                |
| 2000                             | Mecz o 3 miejsce                 | 3/12                             | 8                                | 7                                | 1                                | 21                               | 8                                |
| 2004                             | Finał                            | 2/12                             | 8                                | 5                                | 3                                | 20                               | 11                               |
| 2008                             | Mecz o 3 miejsce                 | 4/12                             | 8                                | 5                                | 3                                | 17                               | 14                               |
| 2012                             | Mecz o 3 miejsce                 | 3/12                             | 8                                | 5                                | 3                                | 16                               | 13                               |
| 2016                             | Finał                            | 2/12                             | 8                                | 6                                | 2                                | 19                               | 10                               |
| 2020                             | Ćwierćfinał                      | 6/12                             | 8                                | 4                                | 2                                | 14                               | 10                               |
| 2024                             | Mecz o 3 miejsce                 | 4/12                             | 6                                | 4                                | 2                                | 12                               | 10                               |
| 2028                             |                                  |                                  |                                  |                                  |                                  |                                  |                                  |

### Mistrzostwa świata
| Udział w mistrzostwach świata | Udział w mistrzostwach świata | Udział w mistrzostwach świata | Udział w mistrzostwach świata | Udział w mistrzostwach świata | Udział w mistrzostwach świata | Udział w mistrzostwach świata | Udział w mistrzostwach świata |
| Rok                           | Runda                         | Miejsce                       | M                             | W                             | P                             | S+                            | S-                            |
| ----------------------------- | ----------------------------- | ----------------------------- | ----------------------------- | ----------------------------- | ----------------------------- | ----------------------------- | ----------------------------- |
| 1949                          | Finał B                       | 8/10                          | 5                             | 2                             | 3                             | 8                             | 9                             |
| 1952                          | Nie zakwalifikowała się       | Nie zakwalifikowała się       | Nie zakwalifikowała się       | Nie zakwalifikowała się       | Nie zakwalifikowała się       | Nie zakwalifikowała się       | Nie zakwalifikowała się       |
| 1956                          | Finał B                       | 15/24                         | 10                            | 6                             | 4                             | 22                            | 14                            |
| 1960                          | Nie zakwalifikowała się       | Nie zakwalifikowała się       | Nie zakwalifikowała się       | Nie zakwalifikowała się       | Nie zakwalifikowała się       | Nie zakwalifikowała się       | Nie zakwalifikowała się       |
| 1962                          | Finał B                       | 14/21                         | 11                            | 5                             | 6                             | 19                            | 23                            |
| 1966                          | Finał B                       | 16/22                         | 11                            | 2                             | 9                             | 9                             | 31                            |
| 1970                          | Finał B                       | 15/24                         | 11                            | 3                             | 8                             | 23                            | 28                            |
| 1974                          | Finał D                       | 19/24                         | 11                            | 7                             | 4                             | 24                            | 14                            |
| 1978                          | Finał                         | 2/24                          | 10                            | 8                             | 2                             | 24                            | 12                            |
| 1982                          | Finał B                       | 14/24                         | 10                            | 8                             | 2                             | 24                            | 12                            |
| 1986                          | II faza grupowa               | 11/16                         | 8                             | 3                             | 5                             | 14                            | 18                            |
| 1990                          | Finał                         | 1/16                          | 7                             | 6                             | 1                             | 18                            | 7                             |
| 1994                          | Finał                         | 1/16                          | 7                             | 6                             | 1                             | 20                            | 6                             |
| 1998                          | Finał                         | 1/24                          | 12                            | 11                            | 1                             | 33                            | 7                             |
| 2002                          | Ćwierćfinał                   | 5/24                          | 9                             | 6                             | 3                             | 23                            | 14                            |
| 2006                          | II faza grupowa               | 5/24                          | 11                            | 8                             | 3                             | 28                            | 13                            |
| 2010                          | Półfinał                      | 4/24                          | 10                            | 8                             | 2                             | 26                            | 12                            |
| 2014                          | II faza grupowa               | 13/24                         | 9                             | 3                             | 6                             | 14                            | 22                            |
| 2018                          | III faza grupowa              | 5/24                          | 10                            | 8                             | 2                             | 26                            | 11                            |
| 2022                          | Finał                         | 1/24                          | 7                             | 7                             | 0                             | 21                            | 4                             |
| 2025                          |                               |                               |                               |                               |                               |                               |                               |

### Mistrzostwa Europy
- 1. miejsce – 1989, 1993, 1995, 1999, 2003, 2005, 2021
- 2. miejsce – 1991, 2001, 2011, 2013, 2023[2]
- 3. miejsce – 1948, 1997, 2015

### Liga Światowa
- 1. miejsce – 1990, 1991, 1992, 1994, 1995, 1997, 1999, 2000
- 2. miejsce – 1996, 2001, 2004
- 3. miejsce – 1993, 2003, 2013, 2014

### Liga Narodów
- 2. miejsce – 2025[3]

### Puchar Świata
- 1. miejsce – 1995
- 2. miejsce – 1989, 2003, 2015
- 3. miejsce – 1999

### Puchar Wielkich Mistrzów
- 1. miejsce – 1993
- 2. miejsce – 2017
- 3. miejsce – 2005, 2013

### Igrzyska Śródziemnomorskie
- 1. miejsce – 1959, 1983, 1991, 2001, 2009, 2013, 2018
- 2. miejsce – 1963, 1975
- 3. miejsce – 1987, 2022

## Rekordziści

### Najwięcej występów w kadrze
| Lp. | Zawodnik             | Lata gry w kadrze | Lata gry w kadrze | Mecze |
| --- | -------------------- | ----------------- | ----------------- | ----- |
| 1   | Andrea Giani         | 1988              | 2005              | 474   |
| 2   | Andrea Gardini       | 1986              | 2000              | 418   |
| 3   | Luigi Mastrangelo    | 1999              | 2012              | 363   |
| 4   | Samuele Papi         | 1993              | 2012              | 361   |
| 5   | Marco Bracci         | 1988              | 2002              | 347   |
| 6   | Paolo Tofoli         | 1987              | 2004              | 342   |
| 7   | Luca Cantagalli      | 1986              | 1996              | 330   |
| 7   | Ferdinando De Giorgi | 1987              | 2002              | 330   |
| 7   | Andrea Sartoretti    | 1993              | 2004              | 330   |
| 10  | Andrea Zorzi         | 1986              | 1998              | 325   |

Stan na 12 sierpnia 2012